# Jaume Arbós i Serra
Jaume Arbós i Serra (Terrassa, 29 de febrer de 1952) és un jugador d'hoquei sobre herba terrassenc, ja retirat, guanyador d'una medalla olímpica.
Amb 20 anys va participar en els Jocs Olímpics d'Estiu de 1972 realitzats a Múnic (Alemanya Occidental), on aconseguí guanyar un diploma olímpic en finalitzar setè en la competició masculina d'hoquei herba, un diploma que també aconseguí en els Jocs Olímpics d'Estiu de 1976 realitzats a Mont-real (Canadà), on finalitzà en sisena posició final. En els Jocs Olímpics d'Estiu de 1980 realitzats a Moscou (Unió Soviètica) aconseguí guanyar la medalla de plata en la competició olímpica, en perdre la final davant l'equip indi. En els Jocs Olímpics d'Estiu de 1984 realitzats a Los Angeles (Estats Units), la seva última participació olímpica, finalitzà en vuitena posició, aconseguint així un nou diploma olímpic. Amb la selecció espanyola jugà 150 partits i també guanyà el Campionat d'Europa de 1974 i fou segon als Jocs del Mediterrani de 1979.
A nivell de clubs jugà sempre a l'Atlètic Terrassa Hockey Club, amb qui va guanyar tres lligues (1983, 1984, 1985), dues Copes del Rei (1984, 1985) i una Copa d’Europa (1985).